# F3 inglese 2006
La stagione 2006 della F3 inglese ha avuto inizio il 16 aprile sul circuito di Oulton Park e si è conclusa il 1º ottobre a Thruxton dopo 22 gare in 11 appuntamenti (gara doppia per ogni week-end). I fari dei mass-media sono puntati sul team Räikkönen-Robertson (nelle classifiche abbreviato solo con il primo nome per motivi di spazio), cogestito dal pilota finlandese plurivincitore di Gran Premi di Formula 1 Kimi Räikkönen; per il team del pilota finlandese corrono Mike Conway, grande promessa britannica, Stephen Jelley e il brasiliano Bruno Senna, nipote del 3 volte iridato Ayrton Senna. Come da previsioni, vincitore del campionato è risultato appunto il britannico Conway, mentre la National Class è stata appannaggio del venezuelano Rodolfo González.

## Gare
01. Oulton Park ( Regno Unito) (15-16/04/2006)
Ordine d'arrivo Gara 1: (16 giri per un totale di 69,328 km)
Polesitter: Bruno Senna ( Brasile) (Dallara 306-Mercedes - Räikkönen) in 1'30.109
Championship Class:
1. Bruno Senna ( Brasile) (Dallara 306-Mercedes - Räikkönen) in 31'00.537
2. Stephen Jelley ( Regno Unito) (Dallara 306-Mercedes - Räikkönen) a 1"554
3. Oliver Jarvis ( Regno Unito) (Dallara 306-Mugen - Carlin) a 10"569
4. Maro Engel ( Germania) (Dallara 306-Mugen - Carlin) a 11"219
5. Mike Conway ( Regno Unito) (Dallara 306-Mercedes - Räikkönen) a 11"823
6. Yelmer Buurman ( Paesi Bassi) (Dallara 306-Mercedes - Fortec) a 12"295
7. Christian Bakkerud ( Danimarca) (Dallara 306-Mugen - Carlin) a 12"651
8. James Jakes ( Regno Unito) (Dallara 306-Mercedes - Hitech) a 14"737
9. Stuart Hall ( Regno Unito) (Dallara 306-Mercedes - Fortec) a 15"081
10. Jonathan Kennard ( Regno Unito) (Dallara 306-Mugen - Docking) a 16"540

National Class:
1. Rodolfo González ( Venezuela) (Dallara 304-Mugen - T-Sport)
2. Cristiano Morgado ( Sudafrica) (Lola Dome F106-Mugen - Fluid)
3. Juho Annala ( Finlandia) (Dallara 304-Mugen - Performance)
4. Ricardo Teixeira ( Angola) (Dallara 304-Mugen - Carlin)
5. Martin Kudzak ( Svezia) (Lola Dome F106-Mugen - Fluid)

Ordine d'arrivo Gara 2: (18 giri per un totale di 77,994 km)
Polesitter: Mike Conway ( Regno Unito) (Dallara 306-Mercedes - Räikkönen) in 1'30.394
Championship Class:
1. Bruno Senna ( Brasile) (Dallara 306-Mercedes - Räikkönen) in 27'29.844
2. Christian Bakkerud ( Danimarca) (Dallara 306-Mugen - Carlin) a 7"334
3. Mike Conway ( Regno Unito) (Dallara 306-Mercedes - Räikkönen) a 7"690
4. Oliver Jarvis ( Regno Unito) (Dallara 306-Mugen - Carlin) a 8"933
5. Maro Engel ( Germania) (Dallara 306-Mugen - Carlin) a 15"554
6. Stuart Hall ( Regno Unito) (Dallara 306-Mercedes - Fortec) a 16"027
7. Alberto Valerio ( Brasile) (Dallara 306-Mugen - Cesario) a 18"062
8. Yelmer Buurman ( Paesi Bassi) (Dallara 306-Mercedes - Fortec) a 31"397
9. Charlie Hollings ( Regno Unito) (Dallara 306-Mercedes - Fortec) a 40"414
10. Stephen Jelley ( Regno Unito) (Dallara 306-Mercedes - Räikkönen) a 44"163

National Class:
1. Rodolfo González ( Venezuela) (Dallara 304-Mugen - T-Sport)
2. Cristiano Morgado ( Sudafrica) (Lola Dome F106-Mugen - Fluid)
3. Martin Kudzak ( Svezia) (Lola Dome F106-Mugen - Fluid)
4. Rodolfo Avila ( Macao) (Dallara 304-Mugen - Performance)
5. Juho Annala ( Finlandia) (Dallara 304-Mugen - Performance)
6. Ricardo Teixeira ( Angola) (Dallara 304-Mugen - Carlin)

02. Donington Park (circuito corto) ( Regno Unito) (20-21/05/2006)
Ordine d'arrivo Gara 1: (20 giri per un totale di 62,980 km)
Polesitter: Mike Conway ( Regno Unito) (Dallara 306-Mercedes - Räikkönen) in 1'03.796
Championship Class:
1. Bruno Senna ( Brasile) (Dallara 306-Mercedes - Räikkönen) in 25'30.643
2. James Walker ( Regno Unito) (Dallara 306-Mercedes - Hitech) a 1"895
3. Stephen Jelley ( Regno Unito) (Dallara 306-Mercedes - Räikkönen) a 2"832
4. Oliver Jarvis ( Regno Unito) (Dallara 306-Mugen - Carlin) a 4"795
5. Yelmer Buurman ( Paesi Bassi) (Dallara 306-Mercedes - Fortec) a 5"086
6. Salvador Durán ( Messico) (Dallara 306-Mercedes - Hitech) a 15"105
7. Mike Conway ( Regno Unito) (Dallara 306-Mercedes - Räikkönen) a 15"638
8. Jonathan Kennard ( Regno Unito) (Dallara 306-Mugen - Docking) a 20"051
9. Christian Bakkerud ( Danimarca) (Dallara 306-Mugen - Carlin) a 20"285
10. Stuart Hall ( Regno Unito) (Dallara 306-Mercedes - Fortec) a 21"284

National Class:
1. Rodolfo González ( Venezuela) (Dallara 304-Mugen - T-Sport)
2. Cristiano Morgado ( Sudafrica) (Lola Dome F106-Mugen - Fluid)
3. Ricardo Teixeira ( Angola) (Dallara 304-Mugen - Carlin)
4. Rodolfo Avila ( Macao) (Dallara 304-Mugen - Performance)
5. Martin Kudzak ( Svezia) (Lola Dome F106-Mugen - Fluid)

Ordine d'arrivo Gara 2: (20 giri per un totale di 62,980 km)
Polesitter: Mike Conway ( Regno Unito) (Dallara 306-Mercedes - Räikkönen) in 1'03.205
Championship Class:
1. Mike Conway ( Regno Unito) (Dallara 306-Mercedes - Räikkönen) in 27'41.889
2. Maro Engel ( Germania) (Dallara 306-Mugen - Carlin) a 1"790
3. Yelmer Buurman ( Paesi Bassi) (Dallara 306-Mugen - Fortec) a 3"317
4. Bruno Senna ( Brasile) (Dallara 306-Mercedes - Räikkönen) a 3"671
5. Dennis Retera ( Paesi Bassi) (Dallara 306-Mugen - T-Sport) a 14"122
6. Karl Reindler ( Australia) (Dallara 306-Mugen - Docking) a 18"891
7. Charlie Hollings ( Regno Unito) (Dallara 306-Mercedes - Fortec) a 25"051
8. James Jakes ( Regno Unito) (Dallara 306-Mercedes - Hitech) a 26"549
9. Jonathan Kennard ( Regno Unito) (Dallara 306-Mugen - Docking) a 31"459
10. Keiko Ihara ( Giappone) (Dallara 306-Mugen - Carlin) a 36"245

National Class:
1. Rodolfo González ( Venezuela) (Dallara 304-Mugen - T-Sport)
2. Martin Kudzak ( Svezia) (Lola Dome F106-Mugen - Fluid)
3. Cristiano Morgado ( Sudafrica) (Lola Dome F106-Mugen - Fluid)
4. Rodolfo Avila ( Macao) (Dallara 304-Mugen - Performance)

03. Pau ( Francia) (04-05/06/2006)
Ordine d'arrivo Gara 1: (26 giri per un totale di 71,760 km)
Polesitter: Romain Grosjean ( Svizzera) (Dallara 306-Mercedes - Signature) in 1'12.679
Championship Class:
1. Romain Grosjean ( Svizzera) (Dallara 306-Mercedes - Signature) in 30'33.016
2. Mike Conway ( Regno Unito) (Dallara 306-Mercedes - Räikkönen) a 4"404
3. Guillaume Moreau ( Francia) (Dallara 306-Mercedes - Signature) a 13"203
4. Oliver Jarvis ( Regno Unito) (Dallara 306-Mugen - Carlin) a 16"892
5. Charlie Kimball ( Stati Uniti) (Dallara 306-Mercedes - Signature) a 17"274
6. Maro Engel ( Germania) (Dallara 306-Mugen - Carlin) a 24"747
7. Yelmer Buurman ( Paesi Bassi) (Dallara 306-Mercedes - Fortec) a 28"835
8. James Jakes ( Regno Unito) (Dallara 306-Mercedes - Hitech) a 29"913
9. James Walker ( Regno Unito) (Dallara 306-Mercedes - Hitech) a 30"291
10. Jonathan Kennard ( Regno Unito) (Dallara 306-Mugen - Docking) a 33"152

National Class:
1. Rodolfo González ( Venezuela) (Dallara 304-Mugen - T-Sport)
2. Juho Annala ( Finlandia) (Dallara 304-Mugen - Performance)
3. Ricardo Teixeira ( Angola) (Dallara 304-Mugen - Carlin)
4. Cristiano Morgado ( Sudafrica) (Lola Dome F106-Mugen - Fluid)

Ordine d'arrivo Gara 2: (22 giri per un totale di 60,720 km)
Polesitter: Romain Grosjean ( Svizzera) (Dallara 306-Mercedes - Signature) in 1'12.414
Championship Class:
1. Romain Grosjean ( Svizzera) (Dallara 306-Mercedes - Signature) in 27'18.507
2. Guillaume Moreau ( Francia) (Dallara 306-Mercedes - Signature) a 2"343
3. Mike Conway ( Regno Unito) (Dallara 306-Mercedes - Räikkönen) a 6"643
4. Yelmer Buurman ( Paesi Bassi) (Dallara 306-Mercedes - Fortec) a 37"166
5. Maro Engel ( Germania) (Dallara 306-Mugen - Carlin) a 37"350
6. Charlie Kimball ( Stati Uniti) (Dallara 306-Mercedes - Signature) a 37"760
7. Oliver Jarvis ( Regno Unito) (Dallara 306-Mugen - Carlin) a 42"549
8. Salvador Durán ( Messico) (Dallara 306-Mercedes - Hitech) a 43"568
9. Stephen Jelley ( Regno Unito) (Dallara 306-Mercedes - Räikkönen) a 44"067
10. Bruno Senna ( Brasile) (Dallara 306-Mercedes - Räikkönen) a 44"315

National Class:
1. Juho Annala ( Finlandia) (Dallara 304-Mugen - Performance)
2. Rodolfo Avila ( Macao) (Dallara 304-Mugen - Performance)

04. Mondello Park ( Irlanda) (24-25/06/2006)
Ordine d'arrivo Gara 1: (17 giri per un totale di 61,557 km)
Polesitter: Bruno Senna ( Brasile) (Dallara 306-Mercedes - Räikkönen) in 1'41.513
Championship Class:
1. Bruno Senna ( Brasile) (Dallara 306-Mercedes - Räikkönen) in 30'09.913
2. Mike Conway ( Regno Unito) (Dallara 306-Mercedes - Räikkönen) a 0"537
3. Stephen Jelley ( Regno Unito) (Dallara 306-Mercedes - Räikkönen) a 2"620
4. Oliver Jarvis ( Regno Unito) (Dallara 306-Mugen - Carlin) a 3"720
5. Maro Engel ( Germania) (Dallara 306-Mugen - Carlin) a 9"006
6. Yelmer Buurman ( Paesi Bassi) (Dallara 306-Mercedes - Fortec) a 15"725
7. Jonathan Kennard ( Regno Unito) (Dallara 306-Mugen - Docking) a 23"764
8. Alberto Valerio ( Brasile) (Dallara 306-Mugen - Cesario) a 25"082
9. Karl Reindler ( Australia) (Dallara 306-Mugen - Docking) a 25"469
10. James Jakes ( Regno Unito) (Dallara 306-Mercedes - Hitech) a 26"008

National Class:
1. Rodolfo González ( Venezuela) (Dallara 304-Mugen - T-Sport)
2. Juho Annala ( Finlandia) (Dallara 304-Mugen - Performance)
3. Cristiano Morgado ( Sudafrica) (Lola Dome F106-Mugen - Fluid)
4. Rodolfo Avila ( Macao) (Dallara 304-Mugen - Performance)
5. Alexander Khateeb ( Libano) (Dallara 304-Mugen - Promatecme)

Ordine d'arrivo Gara 2: (16 giri per un totale di 57,872 km)
Polesitter: Oliver Jarvis ( Regno Unito) (Dallara 306-Mugen - Carlin) in 1'31.519
Championship Class:
1. Oliver Jarvis ( Regno Unito) (Dallara 306-Mugen - Carlin) in 30'04.339
2. James Walker ( Regno Unito) (Dallara 306-Mercedes - Hitech) a 4"434
3. Mike Conway ( Regno Unito) (Dallara 306-Mercedes - Räikkönen) a 5"321
4. Christian Bakkerud ( Danimarca) (Dallara 306-Mugen - Carlin) a 6"640
5. Bruno Senna ( Brasile) (Dallara 306-Mercedes - Räikkönen) a 7"668
6. James Jakes ( Regno Unito) (Dallara 306-Mercedes - Hitech) a 15"259
7. Yelmer Buurman ( Paesi Bassi) (Dallara 306-Mercedes - Fortec) a 16"092
8. Maro Engel ( Germania) (Dallara 306-Mugen - Carlin) a 18"500
9. Stuart Hall ( Regno Unito) (Dallara 306-Mercedes - Fortec) a 19"085
10. Karl Reindler ( Australia) (Dallara 306-Mugen - Docking) a 20"510

National Class:
1. Rodolfo González ( Venezuela) (Dallara 304-Mugen - T-Sport)
2. Cristiano Morgado ( Sudafrica) (Lola Dome F106-Mugen - Fluid)
3. Juho Annala ( Finlandia) (Dallara 304-Mugen - Performance)
4. Alexander Khateeb ( Libano) (Dallara 304-Mugen - Promatecme)
5. Rodolfo Avila ( Macao) (Dallara 304-Mugen - Performance)

05. Snetterton ( Regno Unito) (15-16/07/2006)
Ordine d'arrivo Gara 1: (27 giri per un totale di 84,807 km)
Polesitter: Mike Conway ( Regno Unito) (Dallara 306-Mercedes - Räikkönen) in 1'02.088
Championship Class:
1. Mike Conway ( Regno Unito) (Dallara 306-Mercedes - Räikkönen) in 29'59.324
2. James Jakes ( Regno Unito) (Dallara 306-Mercedes - Hitech) a 6"494
3. James Walker ( Regno Unito) (Dallara 306-Mercedes - Hitech) a 9"974
4. Oliver Jarvis ( Regno Unito) (Dallara 306-Mugen - Carlin) a 13"731
5. Yelmer Buurman ( Paesi Bassi) (Dallara 306-Mercedes - Fortec) a 14"403
6. Salvador Durán ( Messico) (Dallara 306-Mercedes - Hitech) a 15"269
7. Stephen Jelley ( Regno Unito) (Dallara 306-Mercedes - Räikkönen) a 15"691
8. Stuart Hall ( Regno Unito) (Dallara 306-Mercedes - Fortec) a 23"746
9. Alberto Valerio ( Brasile) (Dallara 306-Mugen - Cesario) a 29"071
10. Karl Reindler ( Australia) (Dallara 306-Mugen - Docking) a 40"939

National Class:
1. Rodolfo González ( Venezuela) (Dallara 304-Mugen - T-Sport)
2. Cristiano Morgado ( Sudafrica) (Lola Dome F106-Mugen - Fluid)
3. Juho Annala ( Finlandia) (Dallara 304-Mugen - Performance)
4. Rodolfo Avila ( Macao) (Dallara 304-Mugen - Performance)
5. Martin Kudzak ( Svezia) (Lola Dome 106-Mugen - Fluid)
6. Ricardo Teixeira ( Angola) (Dallara 304-Mugen - Carlin)

Ordine d'arrivo Gara 2: (27 giri per un totale di 84,807 km)
Polesitter: Oliver Jarvis ( Regno Unito) (Dallara 306-Mugen - Carlin) in 1'02.040
Championship Class:
1. Mike Conway ( Regno Unito) (Dallara 306-Mercedes - Räikkönen) in 31'01.047
2. Oliver Jarvis ( Regno Unito) (Dallara 306-Mugen - Carlin) a 1"257
3. Maro Engel ( Germania) (Dallara 306-Mugen - Carlin) a 6"751
4. Stephen Jelley ( Regno Unito) (Dallara 306-Mercedes - Räikkönen) a 7"384
5. James Jakes ( Regno Unito) (Dallara 306-Mercedes - Hitech) a 8"507
6. Yelmer Buurman ( Paesi Bassi) (Dallara 306-Mercedes - Fortec) a 9"017
7. Christian Bakkerud ( Danimarca) (Dallara 306-Mugen - Carlin) a 15"307
8. James Walker ( Regno Unito) (Dallara 306-Mercedes - Hitech) a 18"748
9. Jonathan Kennard ( Regno Unito) (Dallara 306-Mugen - Docking) a 19"228
10. Stuart Hall ( Regno Unito) (Dallara 306-Mercedes - Fortec) a 19"519

National Class:
1. Juho Annala ( Finlandia) (Dallara 304-Mugen - Performance)
2. Cristiano Morgado ( Sudafrica) (Lola Dome F106-Mugen - Fluid)
3. Rodolfo González ( Venezuela) (Dallara 304-Mugen - T-Sport)
4. Alexander Khateeb ( Libano) (Dallara 304-Mugen - Promatecme)
5. Rodolfo Avila ( Macao) (Dallara 304-Mugen - Performance)
6. Martin Kudzak ( Svezia) (Lola Dome 106-Mugen - Fluid)

06. Spa-Francorchamps ( Belgio) (28-29/07/2006)
Ordine d'arrivo Gara 1: (12 giri per un totale di 83,676 km)
Polesitter: Maro Engel ( Germania) (Dallara 306-Mugen - Carlin) in 2'15.777
Championship Class:
1. Yelmer Buurman ( Paesi Bassi) (Dallara 306-Mercedes - Fortec) in 31'22.800
2. Maro Engel ( Germania) (Dallara 306-Mugen - Carlin) a 0"472
3. Bruno Senna ( Brasile) (Dallara 306-Mercedes - Räikkönen) a 6"938
4. Mike Conway ( Regno Unito) (Dallara 306-Mercedes - Räikkönen) a 8"398
5. Oliver Jarvis ( Regno Unito) (Dallara 306-Mugen - Carlin) a 9"647
6. James Walker ( Regno Unito) (Dallara 306-Mercedes - Hitech) a 12"814
7. Christian Bakkerud ( Danimarca) (Dallara 306-Mugen - Carlin) a 18"763
8. James Jakes ( Regno Unito) (Dallara 306-Mercedes - Hitech) a 22"031
9. Jonathan Kennard ( Regno Unito) (Dallara 306-Mugen - Docking) a 27"301
10. Karl Reindler ( Australia) (Dallara 306-Mugen - Docking) a 34"939

National Class:
1. Rodolfo González ( Venezuela) (Dallara 304-Mugen - T-Sport)
2. Mario Moraes ( Brasile) (Dallara 304-Mugen - Carlin)
3. Cristiano Morgado ( Sudafrica) (Lola Dome F106-Mugen - Fluid)
4. Juho Annala ( Finlandia) (Dallara 304-Mugen - Performance)
5. Basil Shaaban ( Libano) (Dallara 304-Mugen - Comtec)
6. Martin Kudzak ( Svezia) (Lola Dome 106-Mugen - Fluid)
7. Rodolfo Avila ( Macao) (Dallara 304-Mugen - Performance)
8. Ricardo Teixeira ( Angola) (Dallara 304-Mugen - Carlin)

Ordine d'arrivo Gara 2: (12 giri per un totale di 83,676 km)
Polesitter: Maro Engel ( Germania) (Dallara 306-Mugen - Carlin) in 2'15.497
Championship Class:
1. Maro Engel ( Germania) (Dallara 306-Mugen - Carlin) in 30'51.865
2. Mike Conway ( Regno Unito) (Dallara 306-Mercedes - Räikkönen) a 6"005
3. Bruno Senna ( Brasile) (Dallara 306-Mercedes - Räikkönen) a 7"464
4. Jonathan Kennard ( Regno Unito) (Dallara 306-Mugen - Docking) a 11"050
5. Salvador Durán ( Messico) (Dallara 306-Mercedes - Hitech) a 12"139
6. Yelmer Buurman ( Paesi Bassi) (Dallara 306-Mercedes - Fortec) a 13"288
7. Karl Reindler ( Australia) (Dallara 306-Mugen - Docking) a 16"019
8. Stephen Jelley ( Regno Unito) (Dallara 306-Mercedes - Räikkönen) a 17"126
9. Michael Herck ( Belgio) (Dallara 306-Mercedes - Leinders) a 19"452
10. James Walker ( Regno Unito) (Dallara 306-Mercedes - Hitech) a 19"878

National Class:
1. Mario Moraes ( Brasile) (Dallara 304-Mugen - Carlin)
2. Rodolfo González ( Venezuela) (Dallara 304-Mugen - T-Sport)
3. Cristiano Morgado ( Sudafrica) (Lola Dome F106-Mugen - Fluid)
4. Juho Annala ( Finlandia) (Dallara 304-Mugen - Performance)
5. Martin Kudzak ( Svezia) (Lola Dome 106-Mugen - Fluid)
6. Basil Shaaban ( Libano) (Dallara 304-Mugen - Comtec)
7. Ricardo Teixeira ( Angola) (Dallara 304-Mugen - Carlin)

07. Silverstone ( Regno Unito) (12-13/08/2006)
Ordine d'arrivo Gara 1: (14 giri per un totale di 71,974 km)
Polesitter: Bruno Senna ( Brasile) (Dallara 306-Mercedes - Räikkönen) in 1'41.326
Championship Class:
1. Mike Conway ( Regno Unito) (Dallara 306-Mercedes - Räikkönen) in 31'57.344
2. Bruno Senna ( Brasile) (Dallara 306-Mercedes - Räikkönen) a 1"673
3. Yelmer Buurman ( Paesi Bassi) (Dallara 306-Mercedes - Fortec) a 3"786
4. Oliver Jarvis ( Regno Unito) (Dallara 306-Mugen - Carlin) a 7"759
5. James Walker ( Regno Unito) (Dallara 306-Mercedes - Hitech) a 7"856
6. Salvador Durán ( Messico) (Dallara 306-Mercedes - Hitech) a 10"875
7. Stephen Jelley ( Regno Unito) (Dallara 306-Mercedes - Räikkönen) a 12"019
8. James Jakes ( Regno Unito) (Dallara 306-Mercedes - Hitech) a 12"687
9. Stuart Hall ( Regno Unito) (Dallara 306-Mugen - T-Sport) a 12"987
10. Maro Engel ( Germania) (Dallara 306-Mugen - Carlin) a 15"501

National Class:
1. Mario Moraes ( Brasile) (Dallara 304-Mugen - Carlin)
2. Martin Kudzak ( Svezia) (Lola Dome 106-Mugen - Fluid)
3. Juho Annala ( Finlandia) (Dallara 304-Mugen - Performance)
4. Cristiano Morgado ( Sudafrica) (Lola Dome F106-Mugen - Fluid)
5. Rodolfo Avila ( Macao) (Dallara 304-Mugen - Performance)
6. Basil Shaaban ( Libano) (Dallara 304-Mugen - Comtec)
7. Rodolfo González ( Venezuela) (Dallara 304-Mugen - T-Sport)

Ordine d'arrivo Gara 2: (16 giri per un totale di 82,256 km)
Polesitter: Mike Conway ( Regno Unito) (Dallara 306-Mercedes - Räikkönen) in 1'42.014
Championship Class:
1. Mike Conway ( Regno Unito) (Dallara 306-Mercedes - Räikkönen) in 28'04.877
2. Christian Bakkerud ( Danimarca) (Dallara 306-Mugen - Carlin) a 0"311
3. Oliver Jarvis ( Regno Unito) (Dallara 306-Mugen - Carlin) a 6"431
4. Salvador Durán ( Messico) (Dallara 306-Mercedes - Hitech) a 7"802
5. Maro Engel ( Germania) (Dallara 306-Mugen - Carlin) a 12"709
6. Jonathan Kennard ( Regno Unito) (Dallara 306-Mugen - Docking) a 21"849
7. James Walker ( Regno Unito) (Dallara 306-Mercedes - Hitech) a 24"376
8. Bruno Senna ( Brasile) (Dallara 306-Mercedes - Räikkönen) a 24"477
9. Karl Reindler ( Australia) (Dallara 306-Mugen - Docking) a 25"999
10. James Jakes ( Regno Unito) (Dallara 306-Mercedes - Hitech) a 27"770

National Class:
1. Rodolfo González ( Venezuela) (Dallara 304-Mugen - T-Sport)
2. Mario Moraes ( Brasile) (Dallara 304-Mugen - Carlin)
3. Cristiano Morgado ( Sudafrica) (Lola Dome F106-Mugen - Fluid)
4. Juho Annala ( Finlandia) (Dallara 304-Mugen - Performance)
5. Rodolfo Avila ( Macao) (Dallara 304-Mugen - Performance)
6. Martin Kudzak ( Svezia) (Lola Dome 106-Mugen - Fluid)
7. Ricardo Teixeira ( Angola) (Dallara 304-Mugen - Carlin)

08. Brands Hatch ( Regno Unito) (26-27/08/2006)
Ordine d'arrivo Gara 1: (22 giri per un totale di 92,862 km)
Polesitter: Mike Conway ( Regno Unito) (Dallara 306-Mercedes - Räikkönen) in 1'18.835
Championship Class:
1. Mike Conway ( Regno Unito) (Dallara 306-Mercedes - Räikkönen) in 29'40.635
2. Maro Engel ( Germania) (Dallara 306-Mugen - Carlin) a 0"617
3. Yelmer Buurman ( Paesi Bassi) (Dallara 306-Mercedes - Fortec) a 10"874
4. Oliver Jarvis ( Regno Unito) (Dallara 306-Mugen - Carlin) a 13"678
5. Stephen Jelley ( Regno Unito) (Dallara 306-Mercedes - Räikkönen) a 18"587
6. James Jakes ( Regno Unito) (Dallara 306-Mercedes - Hitech) a 29"487
7. Bruno Senna ( Brasile) (Dallara 306-Mercedes - Räikkönen) a 29"967
8. Stuart Hall ( Regno Unito) (Dallara 306-Mugen - T-Sport) a 30"498
9. James Walker ( Regno Unito) (Dallara 306-Mercedes - Hitech) a 31"033
10. Christian Bakkerud ( Danimarca) (Dallara 306-Mugen - Carlin) a 31"495

National Class:
1. Rodolfo González ( Venezuela) (Dallara 304-Mugen - T-Sport)
2. Juho Annala ( Finlandia) (Dallara 304-Mugen - Performance)
3. Cristiano Morgado ( Sudafrica) (Lola Dome F106-Mugen - Fluid)
4. Rodolfo Avila ( Macao) (Dallara 304-Mugen - Performance)
5. Alex Waters ( Regno Unito) (Dallara 304-Mugen - Promatecme)

Ordine d'arrivo Gara 2: (18 giri per un totale di 75,978 km)
Polesitter: Oliver Jarvis ( Regno Unito) (Dallara 306-Mugen - Carlin) in 1'18.860
Championship Class:
1. Oliver Jarvis ( Regno Unito) (Dallara 306-Mugen - Carlin) in 26'05.551
2. Maro Engel ( Germania) (Dallara 306-Mugen - Carlin) a 0"972
3. Mike Conway ( Regno Unito) (Dallara 306-Mercedes - Räikkönen) a 2"468
4. Yelmer Buurman ( Paesi Bassi) (Dallara 306-Mercedes - Fortec) a 3"233
5. Bruno Senna ( Brasile) (Dallara 306-Mercedes - Räikkönen) a 4"185
6. James Walker ( Regno Unito) (Dallara 306-Mercedes - Hitech) a 5"292
7. James Jakes ( Regno Unito) (Dallara 306-Mercedes - Hitech) a 6"936
8. Stephen Jelley ( Regno Unito) (Dallara 306-Mercedes - Räikkönen) a 7"400
9. Christian Bakkerud ( Danimarca) (Dallara 306-Mugen - Carlin) a 7"962
10. Stuart Hall ( Regno Unito) (Dallara 306-Mugen - T-Sport) a 8"707

National Class:
1. Cristiano Morgado ( Sudafrica) (Lola Dome F106-Mugen - Fluid)
2. Juho Annala ( Finlandia) (Dallara 304-Mugen - Performance)
3. Rodolfo González ( Venezuela) (Dallara 304-Mugen - T-Sport)
4. Alex Waters ( Regno Unito) (Dallara 304-Mugen - Promatecme)

09. Mugello  ( Italia) (16-17/09/2006)
Ordine d'arrivo Gara 1: (16 giri per un totale di 83,920 km)
Polesitter: Oliver Jarvis ( Regno Unito) (Dallara 306-Mugen - Carlin) in 1'42.658
Championship Class:
1. Christian Bakkerud ( Danimarca) (Dallara 306-Mugen - Carlin) in 28'15.456
2. Stephen Jelley ( Regno Unito) (Dallara 306-Mercedes - Räikkönen) a 10"524
3. Alberto Valerio ( Brasile) (Dallara 306-Mugen - Cesario) a 16"391
4. Yelmer Buurman ( Paesi Bassi) (Dallara 306-Mercedes - Fortec) a 16"878
5. James Jakes ( Regno Unito) (Dallara 306-Mercedes - Hitech) a 26"625
6. Mike Conway ( Regno Unito) (Dallara 306-Mercedes - Räikkönen) a 26"936
7. Salvador Durán ( Messico) (Dallara 306-Mercedes - Hitech) a 31"914
8. James Walker ( Regno Unito) (Dallara 306-Mercedes - Hitech) a 44"605
9. Bruno Senna ( Brasile) (Dallara 306-Mercedes - Räikkönen) a 57"357
10. Karl Reindler ( Australia) (Dallara 306-Mugen - Docking) a 59"272

National Class:
1. Rodolfo González ( Venezuela) (Dallara 304-Mugen - T-Sport)
2. Alex Waters ( Regno Unito) (Dallara 304-Mugen - Promatecme)
3. Mauro Massironi ( Italia) (Dallara 304-Opel - Passoli)
4. Fabrizio Crestani ( Italia) (Dallara 304-Opel - Corbetta)
5. Rodolfo Avila ( Macao) (Dallara 304-Mugen - Performance)
6. Cristiano Morgado ( Sudafrica) (Lola Dome F106-Mugen - Fluid)

Ordine d'arrivo Gara 2: (16 giri per un totale di 83,920 km)
Polesitter: Oliver Jarvis ( Regno Unito) (Dallara 306-Mugen - Carlin) in 1'59.997
Championship Class:
1. Bruno Senna ( Brasile) (Dallara 306-Mercedes - Räikkönen) in 31'58.248
2. Oliver Jarvis ( Regno Unito) (Dallara 306-Mugen - Carlin) a 7"792
3. Mike Conway ( Regno Unito) (Dallara 306-Mercedes - Räikkönen) a 8"801
4. Maro Engel ( Germania) (Dallara 306-Mugen - Carlin) a 22"650
5. James Jakes ( Regno Unito) (Dallara 306-Mercedes - Hitech) a 32"224
6. Christian Bakkerud ( Danimarca) (Dallara 306-Mugen - Carlin) a 32"896
7. Salvador Durán ( Messico) (Dallara 306-Mercedes - Hitech) a 33"941
8. Alberto Valerio ( Brasile) (Dallara 306-Mugen - Cesario) a 48"803
9. Stephen Jelley ( Regno Unito) (Dallara 306-Mercedes - Räikkönen) a 52"046
10. Stuart Hall ( Regno Unito) (Dallara 306-Mugen - T-Sport) a 1'02"017

National Class:
1. Cristiano Morgado ( Sudafrica) (Lola Dome F106-Mugen - Fluid)
2. Rodolfo González ( Venezuela) (Dallara 304-Mugen - T-Sport)
3. Fabrizio Crestani ( Italia) (Dallara 304-Opel - Corbetta)
4. Mauro Massironi ( Italia) (Dallara 304-Opel - Passoli)
5. Juho Annala ( Finlandia) (Dallara 304-Mugen - Performance)
6. Alex Waters ( Regno Unito) (Dallara 304-Mugen - Promatecme)
7. Rodolfo Avila ( Macao) (Dallara 304-Mugen - Performance)

10. Silverstone (Circuito internazionale) ( Regno Unito) (23-24/09/2006)
Ordine d'arrivo Gara 1: (24 giri per un totale di 86,976 km)
Polesitter: Mike Conway ( Regno Unito) (Dallara 306-Mercedes - Räikkönen) in 1'15.322
Championship Class:
1. Mike Conway ( Regno Unito) (Dallara 306-Mercedes - Räikkönen) in 30'48.767
2. Oliver Jarvis ( Regno Unito) (Dallara 306-Mugen - Carlin) a 4"518
3. Christian Bakkerud ( Danimarca) (Dallara 306-Mugen - Carlin) a 17"137
4. Bruno Senna ( Brasile) (Dallara 306-Mercedes - Räikkönen) a 17"891
5. Yelmer Buurman ( Paesi Bassi) (Dallara 306-Mercedes - Fortec) a 18"473
6. Stephen Jelley ( Regno Unito) (Dallara 306-Mercedes - Räikkönen) a 19"486
7. James Walker ( Regno Unito) (Dallara 306-Mercedes - Hitech) a 22"708
8. James Jakes ( Regno Unito) (Dallara 306-Mercedes - Hitech) a 24"042
9. Maro Engel ( Germania) (Dallara 306-Mugen - Carlin) a 24"733
10. Salvador Durán ( Messico) (Dallara 306-Mercedes - Hitech) a 32"029

National Class:
1. Cristiano Morgado ( Sudafrica) (Lola Dome F106-Mugen - Fluid)
2. Juho Annala ( Finlandia) (Dallara 304-Mugen - Performance)
3. Rodolfo González ( Venezuela) (Dallara 304-Mugen - T-Sport)
4. Alex Waters ( Regno Unito) (Dallara 304-Mugen - Promatecme)
5. Rodolfo Avila ( Macao) (Dallara 304-Mugen - Performance)

Ordine d'arrivo Gara 2: (24 giri per un totale di 86,976 km)
Polesitter: Mike Conway ( Regno Unito) (Dallara 306-Mercedes - Räikkönen) in 1'15.313
Championship Class:
1. Mike Conway ( Regno Unito) (Dallara 306-Mercedes - Räikkönen) in 30'50.441
2. Bruno Senna ( Brasile) (Dallara 306-Mercedes - Räikkönen) a 1"585
3. Oliver Jarvis ( Regno Unito) (Dallara 306-Mugen - Carlin) a 6"610
4. Yelmer Buurman ( Paesi Bassi) (Dallara 306-Mercedes - Fortec) a 7"759
5. James Jakes ( Regno Unito) (Dallara 306-Mercedes - Hitech) a 22"572
6. James Walker ( Regno Unito) (Dallara 306-Mercedes - Hitech) a 24"613
7. Christian Bakkerud ( Danimarca) (Dallara 306-Mugen - Carlin) a 28"166
8. Stuart Hall ( Regno Unito) (Dallara 306-Mugen - T-Sport) a 30"133
9. Maro Engel ( Germania) (Dallara 306-Mugen - Carlin) a 31"185
10. Salvador Durán ( Messico) (Dallara 306-Mercedes - Hitech) a 38"449

National Class:
1. Juho Annala ( Finlandia) (Dallara 304-Mugen - Performance)
2. Rodolfo Avila ( Macao) (Dallara 304-Mugen - Performance)

11. Thruxton ( Regno Unito) (30/09-01/10/2006)
Ordine d'arrivo Gara 1: (22 giri per un totale di 83,402 km)
Polesitter: Danny Watts ( Regno Unito) (Dallara 306-Mercedes - Räikkönen) in 1'06.932
Championship Class:
1. Danny Watts ( Regno Unito) (Dallara 306-Mercedes - Räikkönen) in 30'14.765
2. Oliver Jarvis ( Regno Unito) (Dallara 306-Mugen - Carlin) a 1"903
3. Stephen Jelley ( Regno Unito) (Dallara 306-Mercedes - Räikkönen) a 3"343
4. Bruno Senna ( Brasile) (Dallara 306-Mercedes - Räikkönen) a 5"137
5. Christian Bakkerud ( Danimarca) (Dallara 306-Mugen - Carlin) a 16"396
6. Alberto Valerio ( Brasile) (Dallara 306-Mugen - Cesario) a 18"502
7. Stuart Hall ( Regno Unito) (Dallara 306-Mugen - T-Sport) a 18"717
8. Greg Mansell ( Regno Unito) (Dallara 306-Mercedes - Fortec) a 19"546
9. Maro Engel ( Germania) (Dallara 306-Mugen - Carlin) a 20"293
10. James Jakes ( Regno Unito) (Dallara 306-Mercedes - Hitech) a 54"018

National Class:
1. Rodolfo González ( Venezuela) (Dallara 304-Mugen - T-Sport)
2. Juho Annala ( Finlandia) (Dallara 304-Mugen - Performance)
3. Cristiano Morgado ( Sudafrica) (Lola Dome F106-Mugen - Fluid)
4. Alex Waters ( Regno Unito) (Dallara 304-Mugen - Promatecme)
5. Rodolfo Avila ( Macao) (Dallara 304-Mugen - Performance)

Ordine d'arrivo Gara 2: (25 giri per un totale di 94,775 km)
Polesitter: Maro Engel ( Germania) (Dallara 306-Mercedes - Carlin) in 1'09.705
Championship Class:
1. Yelmer Buurman ( Paesi Bassi) (Dallara 306-Mercedes - Fortec) in 30'46.132
2. Christian Bakkerud ( Danimarca) (Dallara 306-Mugen - Carlin) a 1"195
3. Oliver Jarvis ( Regno Unito) (Dallara 306-Mugen - Carlin) a 1"305
4. Mike Conway ( Regno Unito) (Dallara 306-Mercedes - Räikkönen) a 7"340
5. Stephen Jelley ( Regno Unito) (Dallara 306-Mercedes - Räikkönen) a 9"902
6. Bruno Senna ( Brasile) (Dallara 306-Mercedes - Räikkönen) a 10"817
7. Alberto Valerio ( Brasile) (Dallara 306-Mugen - Cesario) a 15"457
8. James Jakes ( Regno Unito) (Dallara 306-Mercedes - Hitech) a 18"209
9. Jonathan Kennard ( Regno Unito) (Dallara 306-Mugen - Docking) a 18"497
10. Stuart Hall ( Regno Unito) (Dallara 306-Mercedes - T-Sport) a 19"775

National Class:
1. Cristiano Morgado ( Sudafrica) (Lola Dome F106-Mugen - Fluid)
2. Alex Waters ( Regno Unito) (Dallara 304-Mugen - Promatecme)
3. Rodolfo Avila ( Macao) (Dallara 304-Mugen - Performance)

## Classifica generale
Championship Class:
1. Mike Conway ( Regno Unito) (Räikkönen)  321
2. Oliver Jarvis ( Regno Unito) (Carlin)  250
3. Bruno Senna ( Brasile) (Räikkönen)  229
4. Yelmer Buurman ( Paesi Bassi) (Fortec)  186
5. Maro Engel ( Germania) (Carlin)  174
6. Christian Bakkerud ( Danimarca) (Carlin)  129
7. Stephen Jelley ( Regno Unito) (Räikkönen)  126
8. James Jakes ( Regno Unito) (Hitech)  96
9. James Walker ( Regno Unito) (Hitech)  92
10. Salvador Durán ( Messico) (Hitech)  54
11. Alberto Valerio ( Brasile) (Cesario)  42
12. Jonathan Kennard ( Regno Unito) (Docking)  36
13. Stuart Hall ( Regno Unito) (Fortec/T-Sport)  32
14. Karl Reindler ( Australia) (Docking)  18
15. Dennis Retera ( Paesi Bassi) (T-Sport)  8
16. Charlie Hollings ( Regno Unito) (Fortec) 6
17. Keiko Ihara ( Giappone) (Carlin)  2

National Class:
1. Rodolfo González ( Venezuela) (T-Sport)  355
2. Cristiano Morgado ( Sudafrica) (Fluid)  300
3. Juho Annala ( Finlandia) (Performance)  258
4. Rodolfo Avila ( Macao) (Performance)  182
5. Martin Kudzak ( Svezia) (Fluid)  105
6. Alex Waters ( Regno Unito) (Promatecme)  78
7. Ricardo Teixeira ( Angola) (Performance)  74
8. Alexander Khateeb ( Libano) (Promatecme)  42